# Böhmermann-Affäre

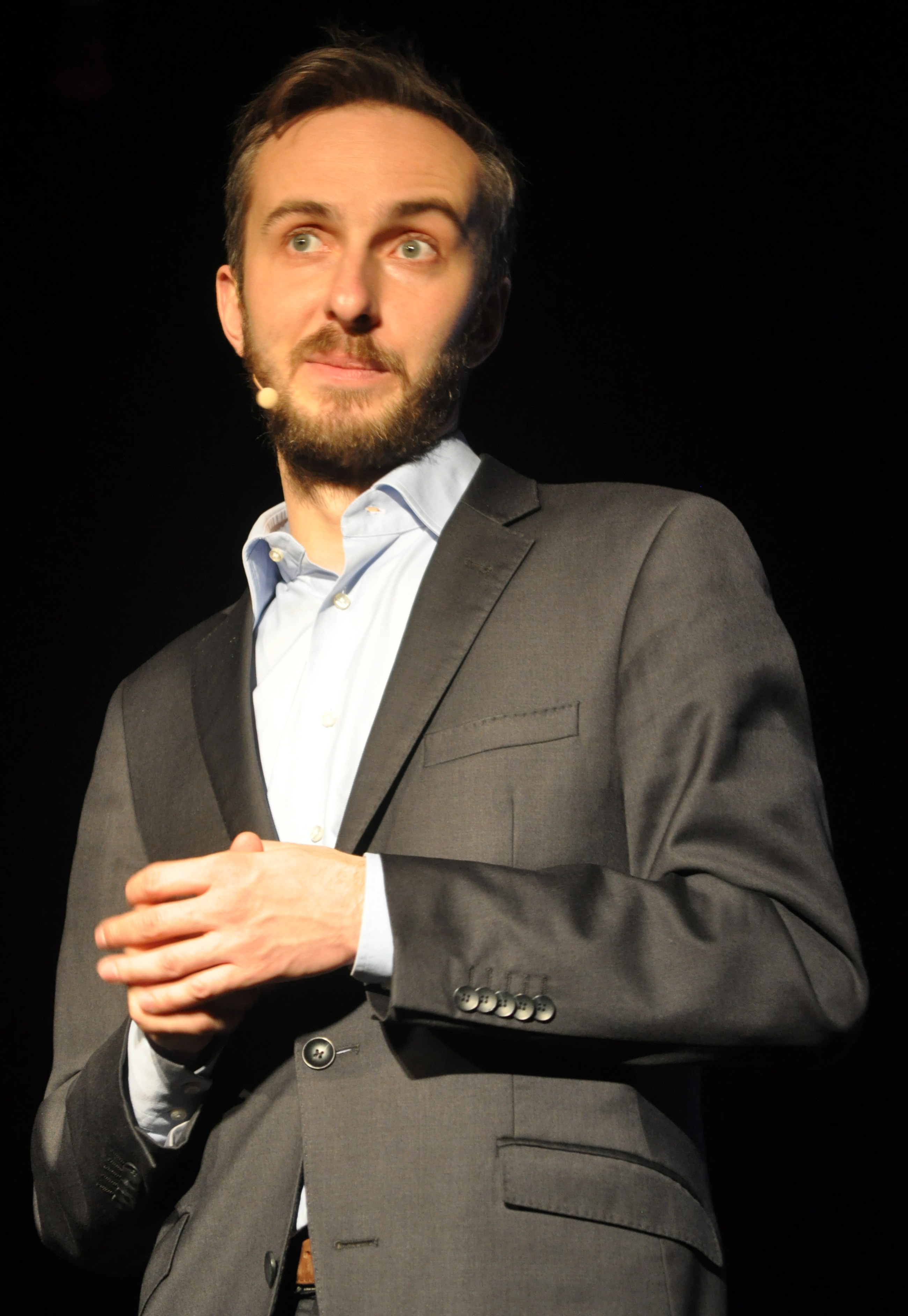
Jan Böhmermann (2014)

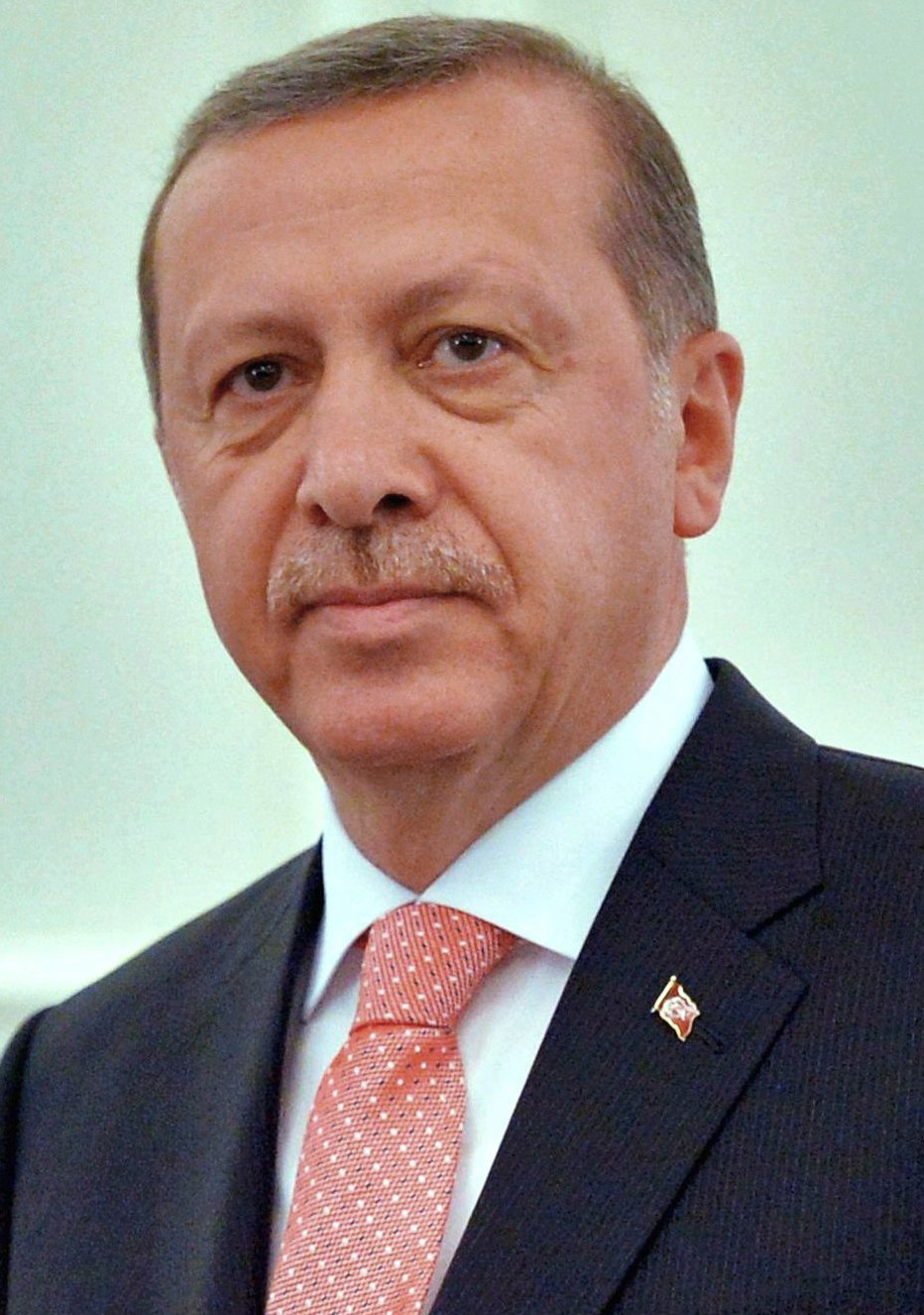
Recep Tayyip Erdoğan (2015)

Als Böhmermann-Affäre (auch Fall Böhmermann, Causa Böhmermann, Erdogate oder Staatsaffäre Böhmermann) werden ein Fernsehbeitrag des deutschen Satirikers und Moderators Jan Böhmermann und die Reaktionen von türkischer und deutscher Seite bezeichnet.
Böhmermann trug am 31. März 2016 in der Folge 43 Böhmerwie, Böhmerwo, Böhmerwann der Sendereihe Neo Magazin Royale auf ZDFneo ein satirisches Gedicht namens Schmähkritik vor. Es handelt vom türkischen Staatspräsidenten Recep Tayyip Erdoğan und nimmt Bezug auf ein satirisches Lied in der NDR-Sendung extra 3 (Erdowie, Erdowo, Erdogan) und die türkischen Reaktionen. Eingeleitet und wiederholt unterbrochen wurde der Vortrag von Hinweisen des Moderators und seines Sidekicks Ralf Kabelka, man wolle mit der Lyrik erklären, wie eine in Deutschland verbotene Schmähkritik aussehen könne. Böhmermann sagte vor dem eigentlichen Gedicht: „Ich habe ein Gedicht, das heißt ‚Schmähkritik‘. Wenn das öffentlich aufgeführt wird – das wäre in Deutschland verboten.“ Böhmermann bediente sich damit des Stilmittels der Paralipse. Es wurden außerdem türkische Untertitel für das Schmähgedicht eingeblendet, allerdings nicht für den erklärenden Kontext.
Die Regierung der Türkei und auch Erdoğan selbst bekundeten ihr Strafverlangen bzw. erstatteten Strafanzeige gegen Böhmermann; die Staatsanwaltschaft leitete ein Ermittlungsverfahren ein. Die Äußerung von Bundeskanzlerin Merkel gegenüber Türkeis Ministerpräsident Davutoğlu, der Beitrag sei „bewusst verletzend“, wurde in der deutschen Öffentlichkeit und Politik kontrovers diskutiert. Später nannte sie diese Äußerung einen Fehler.
Als bekannt wurde, dass die Türkei basierend auf § 103 StGB (Beleidigung von Organen und Vertretern ausländischer Staaten) einen Prozess gegen Böhmermann verlangte, forderten zahlreiche Juristen, Politiker und andere die Abschaffung des Paragrafen. Merkel ließ am 15. April 2016 die Strafverfolgung nach § 103 StGB zu und erklärte zugleich, die Bundesregierung werde bis zum Ende der Legislaturperiode einen Gesetzesentwurf zur Abschaffung des § 103 StGB in den Bundestag einbringen.
Am 4. Oktober 2016 gab die Staatsanwaltschaft Mainz die Einstellung des Ermittlungsverfahren gegen Böhmermann bekannt. Es seien keine „strafbaren Handlungen […] mit der erforderlichen Sicherheit nachzuweisen“, teilte die Behörde mit. Eine Karikatur oder Satire sei keine Beleidigung, sofern „die Überzeichnung menschlicher Schwächen [keine] ernsthafte Herabwürdigung der Person“ enthalte.
Am 1. Juni 2017 beschloss der Bundestag einstimmig die Abschaffung des § 103 StGB; sie trat am 1. Januar 2018 in Kraft.

## Sendung von Böhmermann

Das Logo des Neo Magazin Royale

Anlass für die Beschäftigung des Neo Magazin Royale mit dem türkischen Staatspräsidenten Erdoğan war die vorausgegangene Affäre um die Ausstrahlung eines satirischen Liedes über seine Regierungspolitik (vgl. Erdowie, Erdowo, Erdogan) durch die Satiresendung extra 3 am 17. März 2016. Am 29. März 2016 wurde öffentlich bekannt, dass das türkische Außenministerium dazu den deutschen Botschafter in der Türkei einbestellt hatte und die deutsche Bundesregierung zur Löschung des Liedes in der ARD-Mediathek aufgefordert hatte. Deutsche Medien berichteten ausführlich über die Einbestellung, die Lösch-Forderung und über die teils vehementen Statements deutscher Bundestagsabgeordneter und Außenpolitiker; von da an war das Geschehene ein Politikum.

### Einbettung des Gedichts in das Neo Magazin Royale
Der Titel der Folge 43 vom 31. März 2016 des Neo Magazin Royale lautete Böhmerwie, Böhmerwo, Böhmerwann. Den umstrittenen Abschnitt der Sendung leitete Böhmermann ein, in dem er die eigene als „Quatschsendung“ bezeichnete und (offenbar ironisch) behauptete, diese habe mit „Satire nichts am Hut“. Man sei nicht imstande, „diese dicken Bretter zu bohren“, wie „die Kollegen da in Hamburg bei extra 3“. So nahm er mit seinem Beitrag Bezug auf die politische Situation und Diskussion; er begann ihn mit dem Satz „Satire, extra 3, hat in dieser Woche fast den dritten Weltkrieg ausgelöst; dafür erstmal ’nen großen Applaus!“.
Im Folgenden wandte sich Böhmermann (da in der Türkei „jede noch so kleine Satire- oder Quatsch-Sendung, also wahrscheinlich auch diese“ geschaut werde) direkt an Erdoğan: „Wenn Sie das sehen: Vielleicht müssen wir Ihnen ganz kurz was erklären: Was die Kollegen von „extra 3“ gemacht haben, also Einen auf... inhaltlich, humorvoll mit dem umgegangen sind, was Sie da quasi politisch unten tun, Herr Erdoğan! Das ist in Deutschland und in Europa gedeckt von der Kunstfreiheit, von der Pressefreiheit, von der Meinungsfreiheit“. Es gebe aber „auch in Deutschland [und] in Mitteleuropa“ einen Unterschied zwischen „Satire und Kunst und Spaß“ einerseits und Schmähkritik andererseits, einen Unterschied, den Kabelka und er noch weiter erklärten.
Anhand eines „praktischen Beispiel[s]“ wolle er Erdoğan diesen Unterschied zwischen straffreier Satire und strafrechtlich relevanter Schmähkritik nun veranschaulichen. Er wies zusammen mit Kabelka mehrmals darauf hin, das dann Folgende sei etwas, was man „nicht machen“ dürfe, und dass der Fall einer öffentlichen Aufführung des folgenden Gedichts in Deutschland verboten sei. Diese Hinweise gaben beide vor, während und nach dem Vortragen des Gedichts, das vor dem Hintergrund der türkischen Staatsflagge, eines Fotos von Erdoğan und musikalisch untermalt durch eine „türkisch angehauchte Version von ’nem Nena-Song“ (in dem Fall 99 Luftballons; im Fall der extra-3-Satire war es Irgendwie, irgendwo, irgendwann) geschah. Das Gedicht wurde während des Vortrags durch Böhmermann simultan mit Untertiteln in türkischer Sprache übersetzt, die Vorrede und die Hinweise auf Verbot solcher Schmähkritik jedoch nicht.
Nach dem Vortrag mutmaßten Kabelka und Böhmermann über die Folgen, „unter Umständen nimmt man es aus der Mediathek, das kann jetzt rausgeschnitten werden“. Habe der türkische Präsident etwas gegen das Gedicht, hieß es weiter, „muss er sich in Deutschland erstmal einen Anwalt suchen“, damit der Fall „erstmal vor ’n Amtsgericht“ gehe, wo eine „einstweilige Verfügung, Unterlassungserklärung“ drohe. Böhmermann empfahl Erdoğan diesbezüglich seinen „Scherzanwalt Dr. Christian Witz in Berlin“, der in der Sendung sonst von Manni Laudenbach als Persiflage von Christian Schertz dargestellt wird. Der Sender werde sich dann „wahrscheinlich“ dagegen wehren und „in drei, vier Jahren“ sei der Streit beigelegt. „Wichtig“ sei für den direkt angesprochenen Erdoğan auch, „dafür [zu] sorgen, dass es nicht im Internet landet“, aber es lade ja schon keiner hoch.

### GedichtSchmähkritik
Das als Beispiel für eine Schmähkritik vorgetragene Gedicht selbst hat 24 Verse im Paarreimschema; Strophen sind nicht zu erkennen. Es lehnt sich formal, insbesondere durch Metrum und Paarreim, an den Knittelvers an.
Das im Präsens verfasste Werk besteht vor allem aus aneinandergereihten überwiegend sexuell konnotierten Schmähungen und aus politischen Behauptungen zu Erdoğan und trägt den Titel Schmähkritik. Solche wurde vorher von Kabelka als Diffamierung, „einfach nur so untenrum argumentier[en]“, als Beschimpfen, nur auf Privates abzielend und jemanden herabsetzend definiert.
Erdoğan wird als „sackdoof, feige und verklemmt“ (V. 1) bezeichnet; er habe ein „schlimm nach Döner“ riechendes „Gelöt“ (V. 3), das sogar einen „Schweinefurz“ (V. 4) in seinem Geruch übertreffe. Erdoğan sei „der Mann, der Mädchen schlägt / und dabei Gummimasken trägt“ (V. 5 f.). Er möge „am liebsten Ziegen ficken“ (V. 7) und „Minderheiten unterdrücken“ (V. 8). Er misshandele „Kurden“ wie „Christen“ (V. 9), während er „Kinderpornos“ (V. 10) schaue. Er habe „statt [zu] schlafen […] Fellatio mit hundert Schafen“ (V. 12 u. 13). Er sei „voll und ganz“ (V. 13) „ein Präsident mit kleinem Schwanz“ (V. 14); wie man jeden Türken „flöten“ (V. 15) höre, sei er eine „dumme Sau“ und habe „Schrumpelklöten“ (V. 16). Jeder „von Ankara bis Istanbul“ wisse, Erdoğan sei „schwul“ sowie „pervers, verlaust und zoophil“ (V. 19). Das Gedicht stellt „Recep“ (V. 20) in eine Reihe mit den Straftätern Josef Fritzl und Wolfgang Přiklopil und behauptet, Erdoğans Kopf sei so „leer wie seine Eier“ (V. 21), außerdem sei er „der Star auf jeder Gangbangfeier“ (V. 22), und endet mit „bis der Schwanz beim Pinkeln brennt / das ist Recep Erdoğan, der türkische Präsident“ (V. 23, 24).
Als das Publikum nach dem Vortrag des Gedichts zu klatschen beginnt, unterbricht Böhmermann den Jubel, denn er wolle ausschließlich die Grenzen der Satire aufzeigen und dies nicht nutzen, um das Publikum zu bespaßen.
In einem Interview danach gab er auf die Frage, ob er dieses Gedicht geschrieben habe, scherzhaft an: „Nein. Quelle: Internet“.

## Offizielle Stellungnahmen und Reaktionen

### Bundesregierung
Juristen des Auswärtigen Amtes vermuteten nach ersten juristischen Betrachtungen des Sachverhalts am Sonntag, dem 3. April 2016, das Gedicht sei möglicherweise strafbar.
In einem Telefongespräch mit dem türkischen Ministerpräsidenten Ahmet Davutoğlu nannte Bundeskanzlerin Angela Merkel das Werk „bewusst verletzend“ und verwies auf die schon unternommenen Maßnahmen des ZDF. Dies wurde von Kritikern als vorverurteilend bezeichnet. Der Pressesprecher der Bundesregierung, Staatssekretär Steffen Seibert, betonte für die Bundeskanzlerin an dieser Stelle den hohen Wert von Meinungsfreiheit, Kunstfreiheit und Wissenschaftsfreiheit. Am 22. April 2016 bezeichnete es Merkel, im Rückblick betrachtet, als Fehler, das Gedicht als „bewusst verletzend“ bezeichnet zu haben.
Am 15. April 2016 teilte Merkel persönlich mit, die Bundesregierung werde dem Strafverlangen gemäß § 104a StGB stattgeben und die Staatsanwaltschaft Mainz zur Strafverfolgung ermächtigen. Der zugrundeliegende § 103 StGB solle aber bis 2018 abgeschafft werden, er sei „für die Zukunft entbehrlich.“ Merkel betonte den Wert der Meinungs- und Pressefreiheit in Deutschland; die Ermächtigung stelle keine Vorverurteilung dar. Der Fall werde von unabhängigen Gerichten, wie in Deutschland üblich, geklärt.
Die Entscheidung war in der Bundesregierung umstritten. Die zuständigen CDU-geführten Ressorts Bundeskanzleramt und Innenministerium waren für die Ermächtigung, die zuständigen SPD-geführten Ressorts Auswärtiges Amt und Justizministerium waren dagegen. Wegen der Stimmengleichheit entschied die Stimme der Bundeskanzlerin. Bundesjustizminister Heiko Maas äußerte, dass Erdoğan schon Anzeige wegen Beleidigung erstattet habe. „Die Frage, ob es sich bei den Äußerungen von Herrn Böhmermann um Satire oder schon um eine strafbare Beleidigung handelt, wird deshalb ohnehin von den Gerichten nach Recht und Gesetz entschieden“, sagte er.
Nach einem Gesetzesentwurf „zur Reform der Strafverfahren gegen ausländische Staaten“, bezeichnete die Bundesregierung die normalen Strafvorschriften für Beleidigung als „ausreichend für den Ehrenschutz von Organen und Vertretern ausländischer Staaten“. Insbesondere bedürfe es keines erhöhten Strafrahmens. Auch das Völkerrecht verpflichte nicht zu Sonderstrafnormen zugunsten Repräsentanten ausländischer Staaten. Am 1. Juni 2017 beschloss der Bundestag einstimmig die Abschaffung des § 103 StGB. Diese Änderung trat am 1. Januar 2018 in Kraft.
Das Oberverwaltungsgericht Berlin-Brandenburg entschied im August 2017, dass Angela Merkel zu Unrecht verschwieg, ob sie das Gedicht selbst gesehen habe, bevor sie sich öffentlich dazu äußerte. Das Kanzleramt ließ daraufhin am 18. August 2017 mitteilen, dass die Kanzlerin das „Schmähgedicht“ über „Bild.de“ zur Kenntnis genommen hatte. Bild.de hatte das „Schmähgedicht“ in einer geschnittenen und stark gekürzten Fassung ohne die für die rechtliche Bewertung unerlässliche Einleitung sowie ohne die zahlreichen Einschübe gezeigt. Weiterhin sei die Einbindung im Gesamtkontext der Sendung weggefallen.
Am 5. September 2017 forderte Böhmermanns Rechtsanwalt Christian Schertz schriftlich die Rücknahme der öffentlichen Bewertung seitens Angela Merkel. Durch ihre Aussage, das „Schmähgedicht“ sei „bewusst verletzend“, habe sie eine „juristische Bewertung des Werkes […] vorgenommen“, dies komme einer Verurteilung gleich. Die Bundeskanzlerin habe in ihrer Rolle als „höchste Vertreterin der Exekutive“ den Grundsatz der Gewaltenteilung verletzt und dadurch „erhebliche Folgen“ ausgelöst. Ihr Verhalten sei rechtswidrig gewesen. Schertz erbat zur Vermeidung einer Klage eine Erklärung Merkels binnen einer Woche. Die Klage wurde im April 2019 vom Verwaltungsgericht Berlin abgewiesen, da keine Wiederholungsgefahr bestehe.

### Türkische Regierung
Der türkische Vize-Ministerpräsident Numan Kurtulmuş nannte am 11. April 2016 in einer Rede in der südosttürkischen Stadt Şanlıurfa das Gedicht eine Beleidigung für das gesamte türkische Volk. Er dementierte, dass die Türkei politischen Druck auf die deutschen Behörden ausübe, und warf Böhmermann ein „schweres Verbrechen gegen die Menschlichkeit“ vor.

### Bundesrat
Am 20. April 2016 wurde bekannt, dass der Justizminister von Nordrhein-Westfalen Thomas Kutschaty eine Bundesratsinitiative einbringen wollte, um den § 103 StGB vor dem 1. Januar 2018 abzuschaffen. Die Landesregierung von Nordrhein-Westfalen erhoffte sich eine Streichung des Paragrafen vor der parlamentarischen Sommerpause. Am 13. Mai 2016 stimmte der Bundesrat gegen eine sofortige Streichung des § 103 StGB.

### Zweites Deutsches Fernsehen
Das ZDF nahm am 1. April 2016, dem Folgetag der Erstausstrahlung der Sendung, die Folge zunächst aus der Mediathek und stellte sie anschließend, um den umstrittenen Abschnitt gekürzt, wieder online. Als gekürzte Version wurde sie auch in der abendlichen ZDF-Wiederholung gezeigt. Es begründete diesen Eingriff damit, dass „[d]ie Parodie […] zum Umgang des türkischen Präsidenten mit Satire […] nicht den Ansprüchen [entspricht], die das ZDF an die Qualität von Satiresendungen stellt.“ ZDF-Programmdirektor Norbert Himmler führte aus, dass es auch bei Satire-Formaten, trotz „breiter Schultern“ hierbei, Grenzen gebe, die in diesem Fall „klar überschritten“ seien. Der Eingriff sei in Absprache mit Böhmermann geschehen und betreffe „das Sendungsvideo in der Mediathek, Clips auf YouTube sowie Wiederholungen“. Auch die Ausstrahlung der Wiederholung der Sendung am 1. April im ZDF-Hauptprogramm erfolgte um die Passage gekürzt.
Am 4. April telefonierte der Intendant des ZDF, Thomas Bellut, mit dem türkischen Botschafter in Deutschland, Hüseyin Avni Karslıoğlu, und äußerte sein Bedauern, dass der Beitrag Gefühle von Zuschauern verletzt habe.
Am 11. April 2016 erklärte Bellut, dass er „natürlich zu den Satire-Sendungen, zu den Moderatoren und zu Herrn Böhmermann“ stehe, und plädierte dafür, dass ein kleiner Ausschnitt einer „längeren Satire-Sendung nicht so hoch gehoben wird“. Er sei erst auf die Sendung aufmerksam geworden, nachdem mehr als 2000 E-Mails und Anrufe beim ZDF eingegangen waren. Zu den Ermittlungen gegenüber Böhmermann erklärte er, dass es Aufgabe der Staatsanwaltschaft sei, den Strafanträgen nachzugehen. Weiterhin habe er volles Vertrauen in den Rechtsstaat Deutschland.
Ein im Auftrag des ZDF von der Anwaltskanzlei Redeker Sellner Dahs erstelltes Rechtsgutachten kam zu dem Ergebnis, „dass die in Rede stehende Sequenz einschließlich des so genannten ‚Schmähgedichts‘ rechtlich zulässig war und daher die Grenzen zur Strafbarkeit nicht überschritten worden sind“. Die grundgesetzlich garantierte Kunstfreiheit umfasse gerade im Zusammenhang mit Angelegenheiten von öffentlichem Interesse auch den Einsatz „grober Stilmittel, unabhängig davon, ob sie persönlichen oder allgemeinen geschmacklichen Vorstellungen entsprechen“. Es liege „im Wesen der Satire, durch gezielte Überzeichnungen, die auch darauf angelegt sind, Emotionen und Reaktionen beim Publikum auszulösen, auf ein Thema aufmerksam zu machen und Kritik zu üben“.

#### Protest des ZDF-Redakteursausschusses
Am 14. April 2016 ließ der Redakteursausschuss des ZDF einen Brief in allen Büros der ZDF-Zentrale in Mainz verteilen, in dem es hieß: „Wir würden es begrüßen, wenn die Schmähkritik vom Giftschrank wieder in die Mediathek gestellt wird“ und als „Dokument der Zeitgeschichte“ behandelt würde. Personen der Zeitgeschichte müssten sich Satire gefallen lassen. Der Sender habe einen großartigen Erfolg errungen: „Eine ZDF-Sendung bewegt Regierungschefs und ersetzt ein juristisches Proseminar. Programmauftrag erfüllt.“ Der Preis dafür sei jedoch eine ZDF-Führung, „der teilweise vorauseilender Gehorsam nachgesagt wird“, und ZDF-Redakteure, die abgenommene Filme aus der Mediathek nehmen müssten. Es wurde daher gefragt: „War es das wirklich wert?“ Daraufhin erwiderte die Senderleitung: „Es ist das gute Recht des Redakteursausschusses, diese Meinung zu vertreten. Das ZDF bleibt aber bei seiner Entscheidung, das umstrittene ‚Schmähgedicht‘ nicht mehr zu verbreiten, weil die Passage nicht den Qualitätsansprüchen und Regularien des ZDF entspricht.“

### Jan Böhmermann
Böhmermanns erste themenbezogene Reaktion erfolgte am Tag der Kürzung der Sendung durch das ZDF: „Ich denke, wir haben heute am 1. April 2016 gemeinsam mit dem ZDF eindrucksvoll gezeigt, wo die Grenzen der Satire bei uns in Deutschland sind. Endlich! Sollte ich bei der gebührenfinanzierten Erfüllung meines pädagogischen Auftrags die Gefühle eines lupenreinen Demokraten verletzt haben, bitte ich ergebenst um Verzeihung.“ (Jan Böhmermann : )
Die folgende 44. Ausgabe des Neo Magazin Royale wurde wie üblich am Mittwoch, dem 6. April, aufgezeichnet und an den beiden Folgetagen im ZDF und auf ZDFneo ausgestrahlt sowie in der ZDF-Mediathek veröffentlicht.
Böhmermann und die das Neo Magazin Royale produzierende btf GmbH (bildundtonfabrik) sagten am 8. April ihre Teilnahme an der Verleihung des Grimme-Preises 2016 ab. Böhmermann schrieb hierzu, er fühle sich „erschüttert in allem, an das ich je geglaubt habe“, und bitte um Verständnis dafür, nicht feiern zu wollen.
Ebenfalls entfiel die Aufzeichnung Böhmermanns gemeinsamer Radiosendung Sanft & Sorgfältig mit Olli Schulz, die am 10. April hätte gesendet werden sollen. Nach Angaben von Radio Eins war Böhmermann nicht in der Lage, eine Sendung zu produzieren. Auf Böhmermanns Wunsch entfiel auch die Ausgabe am 17. April. Stattdessen veranstaltete radioeins-Moderator Marco Seiffert einen Böhmermann-Solidaritäts-Satire-Show-Talk, der aus dem Tipi am Kanzleramt gesendet wurde.
Böhmermann wandte sich laut Spiegel in einer privaten Nachricht im Kurznachrichtendienst Twitter an CDU-Kanzleramtschef Peter Altmaier und bat um „Berücksichtigung meines künstlerischen Ansatzes und meiner Position, auch wenn er streitbar ist“, wonach Böhmermann „gerne in einem Land leben [möchte], in dem das Erkunden der Grenze der Satire erlaubt, gewünscht und Gegenstand einer zivilgesellschaftlichen Debatte sein kann.“
Böhmermann und Bildundtonfabrik gaben am 12. April bekannt, aufgrund der Berichterstattung und deren Fokus auf Moderator und Sendung die für den 14. April geplante Ausgabe nicht zu produzieren. Anstelle der abgesagten Aufzeichnung wurde eine Best-of-Ausgabe in ZDFneo und der Mediathek gezeigt. Am selben Tag gab die Kölner Polizei bekannt, Böhmermann unter Personenschutz zu stellen und die ihn erreichende Post auf gefährliche Inhalte zu untersuchen. Laut Der Tagesspiegel wurde aus Sicherheitskreisen bekannt, dass von Drohungen durch die Grauen Wölfe, Mitglieder der rechtsextremen türkischen Partei der Nationalistischen Bewegung, die Rede war. Ende April 2016 wurde der Polizeischutz aufgehoben.
Böhmermann gab am 16. April auf Facebook bekannt, eine vierwöchige Fernsehpause einzulegen. Das ZDF bestätigte dies. Böhmermann schrieb, er werde Deutschland verlassen und sich „beim Twerk&Travel durch Nordkorea die Sache mit der Presse- und Kunstfreiheit noch einmal genau erklären“ lassen, „bevor ich noch ein paar Tage mit meinem Segway auf dem Jakobsweg pilgere, um mich selbst zu finden“.
Am 25. April 2016 gaben Böhmermann und das Produktionsteam bekannt, die Fernsehpause wie angekündigt zum 11. Mai 2016 zu beenden.
Zum Tag der Pressefreiheit gab Jan Böhmermann in der Wochenzeitung Die Zeit sein erstes Interview nach der Affäre und kritisierte Bundeskanzlerin Angela Merkel scharf, sie habe ihn „filetiert“, als sie die Ermächtigung zum Strafverfahren gegen ihn wegen Beleidigung eines ausländischen Staatsoberhaupts erteilte: „Die Kanzlerin darf nicht wackeln, wenn es um die Meinungsfreiheit geht. Doch stattdessen hat sie mich filetiert, einem nervenkranken Despoten zum Tee serviert und einen deutschen Ai Weiwei aus mir gemacht.“ In dem Interview sprach er über sein Leben in den letzten Wochen fernab der Öffentlichkeit, seine Bitte um Hilfe an Kanzleramtsminister Peter Altmaier, dessen Rolle als Auslöser einer Staatskrise sowie darüber, welche Erwartungen er an den bevorstehenden Prozess habe. Böhmermann wehrte sich gegen den Vorwurf, dass das Gedicht rassistisch sei: „Die für mich schmerzhafteste Vorstellung ist wirklich, dass mich jemand wegen dieser Nummer ernsthaft für einen Rassisten oder Türkenfeind halten könnte.“

#### Die ersten Sendungen nach der Pause und Bundestagsdebatte
Am 12. Mai 2016 lud Böhmermann den Linkspartei-Politiker Gregor Gysi in seine erste Show nach der Pause ein. Als Gysi ihn auf das Gedicht ansprach und ihn deswegen rügte, hielt er sich die Ohren zu, um zu verdeutlichen, dass er sich nicht dazu äußern werde. In seinem Stand-up-Teil zum Sendungsbeginn trug er nur Witze vor, die Zuschauer per E-Mail eingereicht hatten. Diejenigen, deren Witze vorgetragen wurden, erhielten 103 Euro Belohnung – in Anspielung auf den Straf-Paragrafen. Die Sendung enthielt zahlreiche weitere Anspielungen auf Merkel und das Strafverfahren.
Am 19. Mai 2016 trat Böhmermann auf die „Quotenbremse“ (Hashtag der Woche), indem er ausdrücklich auf Kommentare zum Gedicht verzichtete, trotz einer Rekordeinschaltquote der letzten Sendung. Anspielungen gab es lediglich durch Sendungsgast Jürgen von der Lippe.
Am 26. Mai 2016 wurde die neue Rubrik „Bewusst verletzend“ eingeführt, deren Bezeichnung auf Merkels erste Bewertung des Gedichtes anspielt.

## Gerichtsverfahren

### Strafverfahren
Die Staatsanwaltschaft Mainz erhielt nach der Ausstrahlung Anzeigen von Privatpersonen und nahm daraufhin Ermittlungen gegen Böhmermann wegen Verdachts auf Beleidigung von Organen und Vertretern ausländischer Staaten nach § 103 StGB auf. Zur Beweissicherung forderte sie einen Mitschnitt der Sendung vom ZDF an. Ferner unterrichtete sie das Bundesministerium der Justiz und für Verbraucherschutz und fragte an, ob seitens der Türkei ein Strafverlangen vorliege, das für eine etwaige diesbezügliche Anklage nach § 104a StGB neben einer Ermächtigung der Bundesregierung zur Strafverfolgung Bedingung ist. Weitere Bedingung des § 104 a StGB ist, dass „die Gegenseitigkeit verbürgt“ ist, also eindeutig ist, dass nachweislich tatsächlich auch in der Türkei die Beleidigung von Staatsoberhäuptern anderer Staaten in vergleichbarer Weise unter besonderer Strafe steht. Eine dem deutschen § 103 StGB ähnliche Vorschrift ist der Art. 340 des türkischen Strafgesetzbuches. Es genügt jedoch nicht, dass eine solche Vorschrift formell gültig ist, sie muss in der Türkei auch faktisch angewandt werden. Die Staatsanwaltschaft ermittelt auch gegen Verantwortliche des ZDF, gegen die Anzeigen eingegangen seien.
Die Türkei machte in einer Verbalnote ihres Botschafters an das Auswärtige Amt deutlich, dass sie eine Strafverfolgung verlange.
Bereits am 11. April 2016 hatte Erdoğan bei der Staatsanwaltschaft Mainz wegen Beleidigung (§ 185 StGB) einen Strafantrag (§ 194 StGB) gegen Böhmermann gestellt.
Am 15. April gab Bundeskanzlerin Merkel bekannt, dass die Bundesregierung die Staatsanwaltschaft Mainz zur Strafverfolgung bezüglich § 103 StGB ermächtigt habe.
Am 26. April gab die Staatsanwaltschaft Mainz bekannt, dass die Ermächtigung der Bundesregierung und das Verlangen der türkischen Regierung nach Strafverfolgung gegen den Moderator eingegangen seien. Die Leitende Oberstaatsanwältin Andrea Keller teilte weiterhin mit, dass Böhmermann nun angehört werden solle. Abschließend könne eine Sachentscheidung darüber getroffen werden, ob ein hinreichender Tatverdacht nach § 103 StGB besteht. Die Strafanzeigen von Privatpersonen sollen zudem in einem Verfahren zusammengefasst und geprüft werden.
Am 4. Oktober 2016 gab die Staatsanwaltschaft Mainz bekannt, dass das Ermittlungsverfahren gegen Böhmermann eingestellt wurde. Es seien keine „strafbaren Handlungen […] mit der erforderlichen Sicherheit nachzuweisen“, teilte die Behörde mit. Weiterhin erklärte sie, dass eine Karikatur oder Satire keine Beleidigung sei, sofern „die Überzeichnung menschlicher Schwächen [keine] ernsthafte Herabwürdigung der Person“ enthalte. Das Gedicht habe satirischen Charakter und sei eine „geradezu absurde Anhäufung vollkommen übertriebener, abwegig anmutender Zuschreibung negativ bewerteter Eigenschaften und Verhaltensweisen, denen jeder Bezug zu tatsächlichen Gegebenheiten – offensichtlich beabsichtigt – fehlt.“ Außerdem erklärte die Staatsanwaltschaft, dass Böhmermanns Gedicht als Beispiel für die Überschreitung der Meinungsfreiheit dienen sollte.
Über seinen Anwalt legte Erdoğan am 9. Oktober 2016 bei der Staatsanwaltschaft Mainz und der übergeordneten Generalstaatsanwaltschaft Koblenz eine – fruchtlose – Beschwerde gegen die Einstellung ein. In strafrechtlicher Hinsicht ging Erdoğan nicht weiter gegen Böhmermann vor.

### Zivilverfahren
Böhmermann lehnte die Abgabe einer Unterlassungserklärung ab. Sein Rechtsanwalt Christian Schertz teilte Erdoğans Rechtsanwalt Michael-Hubertus von Sprenger am 13. April 2016 mit, es sei „offensichtlich übersehen worden, dass das Gedicht nicht solitär verbreitet wurde, sondern in einer Gesamtdarstellung über das, was in Deutschland erlaubt ist und was nicht“.

#### Einstweilige Verfügung
Am 17. Mai 2016 erließ die Pressekammer des Landgerichts Hamburg auf Antrag Erdoğans eine einstweilige Verfügung gegen Böhmermann (LG Hamburg, Beschluss vom 17. Mai 2016 – 324 O 255/16). Danach sei das Gedicht zwar in Teilen ehrverletzend, könne jedoch ausschnittsweise wiederholt werden.
Das Gericht führt aus, es handele sich bei dem Gedicht um Satire, eine „Kunstform, der Übertreibungen und Verzerrungen wesenseigen“ seien. Auch sei bei der rechtlichen Beurteilung des Gedichts dessen „konkrete Präsentation und der Zusammenhang zu berücksichtigen“. Die Abwägung zwischen der Kunstfreiheit und der Meinungsäußerungsfreiheit auf der einen Seite sowie dem allgemeinen Persönlichkeitsrecht auf der anderen habe zu dem Ergebnis geführt, dass bestimmte Passagen des Gedichts die Grenze der reinen Schmähung überschritten hätten. Dazu zählten nach Ansicht des Gerichts einige als „rassistisch einzuordnende Vorurteile“, die in dem Text aufgegriffen worden seien, ebenso wie die „sexuellen Bezüge des Gedichts“.
Böhmermanns Rechtsanwalt nannte den Beschluss „eklatant falsch“. Das Gericht habe den Fehler gemacht, „das Gedicht zu sezieren und bestimmte Aussagen solitär herauszugreifen und zu verbieten“. Es habe zwar festgestellt, dass das Gedicht ein Kunstwerk sei, es dann aber zerlegt, um Teile davon isoliert zu verbieten. Tatsächlich müsse das Gedicht aber als Einheit betrachtet werden. Schertz sagte: „Man kann auch kein Gemälde auseinanderschneiden und dann nur teilweise freigeben“. Außerdem habe das Gericht den Kontext der Sendung außer Acht gelassen, der entscheidend sei, um die Zulässigkeit der Gesamtdarstellung zu erkennen. Erdoğans Anwalt hingegen gab seiner Verwunderung Ausdruck, dass die Kammer nicht das komplette Gedicht verboten habe.

##### Reaktionen in den Medien
Der Presserechtler Thomas Schwenker bezeichnete den Beschluss gegenüber Zeit Online als „völlig inkonsistent“. So sei es eine fragwürdige Abwägung, dass verboten wurde, über Erdoğan zu behaupten, „am liebsten mag er Ziegen ficken“, nicht jedoch: „Er ist der Mann, der Mädchen schlägt und dabei Gummimasken trägt“. Auch im zweiten Fall gehe es klar erkennbar um Sex – mit Kindern. Der Medienrechtler Jörg Nähert, der Die Zeit und Zeit Online vertrat, sah in der Entscheidung des Gerichts die Gefahr, dass es vom Geschmacksurteil der jeweiligen Richter abhänge, ob sie bestimmte Passagen als zulässig einstuften oder nicht. Er warnte, damit sei „der Zensur Tür und Tor geöffnet“. Der Medienrechtler Niklas Haberkamm hob hervor, dass Böhmermann mit seinem Gedicht darauf reagiert habe, dass Erdoğan kurz vorher gegen ein harmloses Lied in der NDR-Sendung extra 3 massiv vorgegangen war und Böhmermann das Gedicht mit dem Hinweis in seine Sendung eingekleidet habe, dass er zeigen wolle, was Satire in Deutschland dürfe und was nicht. Das Gericht konzentriere sich auf einzelne Aussagen in dem Gedicht, aber nicht auf diesen Kontext. Wenn ein Satiriker keine Negativbeispiele für unzulässige Schmähungen mehr vortragen dürfe, dann könne er das künftig bei Vorlesungen vor Studenten ebenfalls nicht mehr.
Andrian Kreye, Co-Leiter des Feuilletons der Süddeutschen Zeitung, nannte den Beschluss der Pressekammer eine „Beleidigung des deutschen Humors“. Er meinte, das Gedicht habe nie für sich selbst stehen sollen, sondern im „Kontext einer satirischen Auslotung der Meinungsfreiheit“ gestanden, was „eine Antwort auf die Übergriffe der türkischen Regierung“ nach dem Extra-3-Beitrag gewesen sei. Es sei eine „grobe Verzerrung“, das Gedicht aus diesem Kontext zu reißen. Denn Kontext sei „in der Kultur der Moderne schon seit über hundert Jahren die Grundlage von Kunst, Literatur, Pop und vor allem der Satire“.
Reinhard Müller, Jurist und FAZ-Redakteur, begrüßte die Entscheidung des Landgerichts Hamburg. Er erklärte, dass Böhmermann selber in seiner Sendung darauf hingewiesen habe „was nun folge, sei strafbare Schmähkritik und werde aus dem Angebot der ZDF-Mediathek entfernt.“ Müller meinte ferner, ein „als Satire verpackter Angriff auf andere Grundrechte“ sei nicht verfassungskonform. Er beklagte außerdem, dass dies viele Personen nicht verstünden, was vor allem an Leuten liege, die zwar austeilen, aber nicht einstecken könnten.

#### Prozess am Landgericht Hamburg
Das zivilrechtliche Verfahren in der Hauptsache begann am 3. November 2016 vor der Pressekammer des Landgericht Hamburg. Am 10. Februar 2017 bestätigte das Gericht in seinem Urteil das Verbot für den Satiriker, „ehrverletzende“ Verse des gegen Erdoğan gerichteten Gedichts zu wiederholen. Böhmermann muss 80 % von dessen Abmahnkosten übernehmen, 1973 Euro – Schadensersatz hatte Erdoğan nicht verlangt. Im Falle der Wiederholung des Gedichts in ursprünglicher Form droht – wie seit der einstweiligen Verfügung – ein Ordnungsgeld von bis zu 250.000 Euro oder Ordnungshaft.
Erdoğans Anwalt Michael-Hubertus von Sprenger sprach von einem „Sieg des Rechtsstaats“, Böhmermanns Anwalt Christian Schertz legte Berufung ein.

##### Reaktionen in den Medien
Die Direktorin des Grimme-Instituts Frauke Gerlach kritisierte gegenüber der Deutschen Presse-Agentur die Gerichtsentscheidung: „Das Gericht drückt sich um eine Gesamtbewertung des Falls und nimmt nach meiner Auffassung das Gedicht unzulässigerweise auseinander“. Man versuche, zulässige von unzulässigen Teilen zu trennen, so könne man Satire nicht beurteilen. Der Bundesvorsitzende des Deutschen Journalisten-Verbands (DJV) Frank Überall sprach von einem „absolut unbefriedigenden Urteil“. Es bedeute eine Einschränkung der Satirefreiheit, für ihn sei es nicht verständlich, „dass nur in Hamburg die Justiz Verständnis für die Ehrpusseligkeit des türkischen Präsidenten habe“.

#### Prozess am Hamburger Oberlandesgericht
In der Berufungsverhandlung vor dem Hamburger Oberlandesgericht wurde Erdoğan vom Kölner Anwalt Mustafa Kaplan vertreten. Sein früherer Anwalt von Sprenger hatte sein Mandat niedergelegt, nachdem Erdoğan deutschen Behörden „Nazi-Methoden“ vorgeworfen hatte.
Das OLG schloss sich dabei im Prinzip der Vorinstanz an: Die vom Landgericht verbotenen Passagen seien eine bloße Herabsetzung der Person Erdoğans, daher von der Meinungsfreiheit nicht mehr gedeckt. Damit blieben 18 von 24 Zeilen des Gedichtes verboten. In der Begründung abweichend vom Landgericht ging das OLG davon aus, Böhmermann könne hier nicht den Schutz der Freiheit der Kunst geltend machen. Seine Satire entspreche mangels Schöpfungshöhe nicht den Anforderungen des verfassungsrechtlich maßgeblichen Kunstbegriffs. Eine Revision ließ das Oberlandesgericht nicht zu.

#### Verfahren am Bundesgerichtshof
Die dagegen eingelegte Nichtzulassungsbeschwerde Böhmermanns wies der Bundesgerichtshof mit Beschluss vom 30. Juli 2019 ohne nähere Begründung zurück: Die Rechtssache habe weder grundsätzliche Bedeutung noch erfordere die Fortbildung des Rechts oder die Sicherung einer einheitlichen Rechtsprechung eine Entscheidung des Revisionsgerichts (§ 543 Abs. 2 Satz 1 ZPO).

#### Verfahren vor dem Bundesverfassungsgericht
Im August 2019 legte Böhmermann Verfassungsbeschwerde ein gegen das Verbot, bestimmte Passagen des Gedichtes vorzutragen. Mit Beschluss vom 26. Januar 2022 wurde diese Beschwerde jedoch von der 2. Kammer des Ersten Senats des Bundesverfassungsgerichts „nicht zur Entscheidung angenommen, weil sie keine Aussicht auf Erfolg hat. Von einer weiteren Begründung wird nach § 93d Abs. 1 Satz 3 BVerfGG abgesehen.“

### Erdoğan kündigte Rückzug aller Klagen wegen Präsidentenbeleidigung an
Am 29. Juli 2016 verkündete Erdoğan, er werde seine gegen hunderte Menschen eingereichten Klagen wegen Präsidentenbeleidigung zurückziehen. Er zog die im Ausland geführten Verfahren aber nicht zurück.

## Rezeption

### Deutschland

#### Prominente Meinungen
In der Zeit vom 29. November 2018 bezeichnete der Entertainer Harald Schmidt Böhmermanns Vorgehen im Nachgang als uncool. Auf die Frage, ob er sich selbst als „cool“ bezeichnen würde, antwortete er: „Ich war immer cool genug, den Kanzleramtsminister nicht anzurufen und um Hilfe zu bitten.“ Böhmermann hatte Kanzleramtsminister Peter Altmaier vor dem Prozess „persönlich via Twitternachricht“ um Hilfe gebeten. In der ARD versprach Altmaier daraufhin rasche Informationen darüber, wie die Regierung entscheiden werde. Der Journalist Jan Fleischhauer nannte Böhmermann eine „große Pussy“, weil er sich mit der Bitte um Hilfe an Altmaier gewandt hatte.
Das Satiremagazin Titanic veröffentlichte „Das Schmährkelgedicht“, das über die Bundeskanzlerin Angela Merkel dem Anschein nach in ähnlicher Weise polemisch herzieht.

#### Unterstützung für Böhmermann
Deutsche Medien diskutierten die Sendung kontrovers. Das Gedicht wurde teilweise als geschmacklose Beleidigung kritisiert, von anderen Kommentatoren dagegen als legitime, unter dem Schutz des Grundgesetzes stehende Satire rezipiert und verteidigt.
Mehrere bekannte Persönlichkeiten stellten sich auf Böhmermanns Seite, darunter die Kabarettisten Serdar Somuncu und Dieter Hallervorden, der aus Anlass der Strafanzeige Erdoğans selbst ein Spottlied mit dem Titel Erdogan, zeig mich an veröffentlichte.
Christoph Süß sprach Erdoğan in der Sendung quer für dessen Reaktion auf die Satire-Sendung seinen „tief empfundenen Dank“ aus, denn dank Herrn Erdoğan wüssten die Satiriker nunmehr, dass ihre Arbeit weiterhin einen Sinn habe.
Der ZDF-Moderator und Satiriker Oliver Welke sagte, in dem Fall habe sich ausschließlich die Kanzlerin schlecht verhalten. Man könne nicht zuerst nichts sagen zum Einbestellen des deutschen Botschafters in Ankara nach dem „Fall extra 3“ und sich dann quasi als oberste deutsche Fernsehkritikerin zu Böhmermann äußern („das geht gar nicht!“).
Mathias Döpfner, Vorstandsvorsitzender der Axel Springer SE, sah das Gedicht und dessen Präsentation als „Kunstwerk“ in der Tradition von Martin Kippenbergers Zuerst die Füße und machte sich das Gedicht ausdrücklich „in jeder juristischen Form zu eigen“. In der Folge ließ Erdoğan über seinen Medienanwalt Ralf Höcker eine einstweilige Verfügung auf Unterlassung gegen Döpfner beantragen. Höcker verteidigte das Vorgehen, indem er die Affäre einer Massenvergewaltigung gleichsetzte, wenn einer anfänge, kröchen „alle aus den Löchern und mach[t]en mit. Vor allem, wenn es das Opfer angeblich nicht besser verdient“ habe. Er warnte zugleich vor einer „kollektive[n] Enthemmung“ und stellte fest, dass die Menschenwürde „über der Presse-, Kunst- und Meinungsfreiheit“ stünde. Am 10. Mai 2016 lehnte die Pressekammer des Landgerichts Köln den Erlass einer einstweiligen Verfügung gegen Döpfner ab. Die Kammer führte aus, im Spannungsfeld zwischen dem Grundrecht auf Meinungsfreiheit und dem allgemeinen Persönlichkeitsrecht Erdoğans sei die Äußerung Döpfners als Beitrag zur öffentlichen Meinungsbildung in einer kontroversen Debatte zulässig. Erdoğans Anwalt Höcker kündigte sofortige Beschwerde zum Oberlandesgericht Köln an. Das Oberlandesgericht Köln wies die Beschwerde Erdoğans zurück und bestätigte die Entscheidung des Landgerichts Köln.
Martin Sonneborn, ehemaliger Chefredakteur der Titanic und Mitglied des Europäischen Parlaments für die Partei Die PARTEI, äußerte sich gegenüber dem Nachrichtensender N24 mit den Worten, er „glaube, dass dieser Fall ganz schnell an die deutsche Justiz verwiesen werden muss.“ Das sei der übliche Gang. Dort könne dann auch endlich „Erdoğans Umgang mit Ziegen“ geklärt werden. Er sehe in Erdoğan einen „alternden Diktator“, der unter Realitätsverlust leide.
Der Chefredakteur der Horizont, Uwe Vorkötter, warf die Frage auf, ob Jan Böhmermann etwas anderes tue als das Magazin Charlie Hebdo, der Karikaturist Kurt Westergaard oder der Autor Salman Rushdie. Die Regierung sei für diese Affäre nicht zuständig, sondern das ZDF. Auch der Tagesspiegel-Kommentator Jost Müller-Neuhof zog einen solchen Vergleich und meinte, dass Satire manchmal geltendes Recht brechen müsse, um zu wirken.
FAZ-Herausgeber Berthold Kohler schrieb, auch der Fall Böhmermann zeige „überdeutlich, was für einen Potentaten und was für ein Regime die EU nach dem Willen der Kanzlerin zum Hüter ihrer Grenze gemacht hat. Ein stellvertretender türkischer Ministerpräsident wirft Böhmermann ein „schweres Verbrechen gegen die Menschlichkeit“ vor; das ist eine Anklage, die zum ersten Mal in den Nürnberger Prozessen erhoben wurde. Der Generation Comedy muss man wohl sagen: Das ist keine Satire, das ist bitterer politischer Ernst.“
Der Medienwissenschaftler Bernhard Pörksen ist der Auffassung, Böhmermann habe mit den Versen ein Hybrid, die „Schmähsatire“, geschaffen, spricht von einem „Stück satirischer Genialität“ und sieht in der entstandenen Debatte die Bestätigung dafür.
Der Jurist Reinhard Müller (FAZ) schreibt unter anderem: „Im Fall der Reime Jan Böhmermanns auf […] Erdogan ist wie stets der Kontext zu berücksichtigen. Erdogan hatte wegen eines satirischen Liedes auf ihn und seine Politik (nicht zuletzt gegenüber der Presse) den deutschen Botschafter einbestellt. Böhmermann setzte einen drauf […].“ Nach seiner Auffassung hätte Angela Merkel bei ihrem Telefonat mit dem türkischen Ministerpräsidenten vor allem auf die Pressefreiheit hinweisen sollen, über deren Grenzen in einem Rechtsstaat unabhängige Gerichte zu befinden haben.
Der ehemalige Präsident des nordrhein-westfälischen Verfassungsgerichtshofes, Michael Bertrams, äußerte gegenüber dem Kölner Stadtanzeiger, er „sehe Böhmermanns Äußerung jedenfalls durch die vom Grundgesetz garantierte Meinungs- und Kunstfreiheit gedeckt“. Böhmermanns vorangeschickte Bemerkung, damit vorführen zu wollen, was Satire nicht darf, bewerte er tendenziell „als zulässiges Stilmittel im Kontext eines satirischen ‚Gesamtkunstwerks‘“. Böhmermann habe damit „eine Art Zwitter konstruiert, eine Parodie der Parodie“.
Heribert Prantl (Süddeutsche Zeitung) schreibt in einem Kommentar „Der Strafparagraf 103, der die Ehre von ausländischen Staatsoberhäuptern besonders schützt und der besonders markant straft, ist antiquiert, er ist überflüssig und albern; in ihm werden die Reste der alten Majestätsbeleidigung konserviert. […] Man soll diesen Paragrafen, der im Jargon „Schah-Paragraf“ heißt, abschaffen. Denn warum soll die Beleidigung eines Staatsmanns […] anders geahndet werden als die Beleidigung anderer Menschen? Diese Strafvorschrift ist ein Überrest aus obrigkeitsstaatlichen und monarchischen Zeiten. Die Strafvorschrift stammt aus dem 19. Jahrhundert; und da gehört sie auch hin.“ Thomas Oppermann, Fraktionsvorsitzender der SPD-Bundestagsfraktion, plädiert für dessen Abschaffung. Er setzt sich namens seiner Fraktion für die ersatzlose Streichung des in Rede stehenden § 103 StGB ein. Die Vorschrift gehe auf die Verfolgung der Majestätsbeleidigung zurück und sei antiquiert. Er stellte eine Änderung des Gesetzes in der nächsten Bundestagssitzungswoche in Aussicht.
Nach Prantl sei die Übergabe der Causa an die Justiz „kein Kotau vor Erdoğan, sondern der Gang der Dinge in einem Rechtsstaat.“ Er merkte an, dass die Bundeskanzlerin Böhmermann nicht ans Messer geliefert habe, da die Ermächtigung nicht bedeute, dass er auch tatsächlich bestraft wird.
Der CDU-Politiker und Vorsitzende des Bundestagsinnenausschusses, Ansgar Heveling, sieht die Kontroverse als eine Chance für die Außendarstellung Deutschlands: „Aus meiner Sicht spricht nichts dagegen, dass der unabhängigen Justiz die Möglichkeit gegeben wird, zu überprüfen, ob die Äußerungen von Herrn Böhmermann gegen den türkischen Präsidenten als Schmähkritik den Tatbestand der Beleidigung eines Staatsoberhauptes erfüllen“. „Eine solche Überprüfung wäre ein Signal dafür, dass wir solche Streitfragen unserer unabhängigen Justiz überlassen.“
Norbert Röttgen, Vorsitzender des Auswärtigen Ausschusses, äußerte: „Der Einschüchterungsversuch Staatspräsident Erdogans auf die Meinungs- und Pressefreiheit in Deutschland ist eine aussichtslose Anmaßung“. „Inakzeptabel und wirkungslos ist auch der Versuch, europäische Diplomaten einzuschüchtern, die als Zuschauer an einem öffentlichen Gerichtsverfahren gegen türkische Journalisten teilgenommen haben“.
Die Fraktionschefin der Bundestagsfraktion der Linken, Sahra Wagenknecht, nannte Merkel einen „verlängerte[n] Arm des türkischen Präsidenten Erdogan“, die sich nicht „schützend vor die grundgesetzlich verankerte Presse-, Meinungs- und Kunstfreiheit in Deutschland stell[t].“ Sie bezeichnete Böhmermann als einen „kritischen Künstler“, den es vor einer Strafverfolgung zu schützen gelte.
Der Grünen-Bundestagsabgeordnete und Vize-Fraktionsvorsitzende Konstantin von Notz sieht den Fall „auf dem Weg zu einer Staatsaffäre“. Das Handeln der Bundeskanzlerin sei unglücklich und erwecke den Anschein von Erpressbarkeit.
Wolfgang Nešković, ehemaliger Richter am Bundesgerichtshof und ehemaliges parteiloses Mitglied der Bundestagsfraktion der Linken, kritisierte die Entscheidung der Bundeskanzlerin, dem türkischen Strafverlangen stattzugeben. Er warf ihr eine „bewusste Irreführung“ der Bürger vor, weil sie als Grund für ihre Entscheidung angegeben habe, Gerichte sollten über den Fall entscheiden. „Auch ohne die Ermächtigung wäre über den Beleidigungsvorwurf durch die Justiz zu entscheiden, da ein entsprechender Antrag nach § 185 [StGB] vorliegt. […] Der § 103 [StGB] sieht ausdrücklich eine Beteiligung der Politik vor“. Eine Entscheidung unter Abwägung politischer und diplomatischer Interessen sei ausdrücklich zu treffen, wobei die Bundeskanzlerin „hier offensichtlich zugunsten von Herrn Erdogan entschieden“ habe. Sie habe „sich damit zur Kronzeugin für Erdogans Angriffe auf die Kunst- und Pressefreiheit“ gemacht. Eine Verurteilung Böhmermanns hielt Nešković nicht für wahrscheinlich und begründete: „Das Gedicht für sich wäre mit Sicherheit strafbar. Es ist aber in diesem Fall Teil eines satirischen Beitrags. Herr Böhmermann hat sich bezogen auf den Extra-3-Beitrag und die Einbestellung des deutschen Botschafters. Sein Beitrag sollte dem türkischen Staatschef zeigen, dass Satire nach deutschem Rechtsverständnis sehr weit gefasst ist. Er hat den Inhalt seines Beitrags bewusst pädagogisch überzogen, um die Grenzen der Kunstfreiheit in Deutschland deutlich zu machen.“ Damit sei das Gedicht eindeutig Teil der Satire.
Die Petition „Freiheit für Böhmermann!“ erhielt innerhalb zweier Tage mehr als 150.000 Unterschriften, innerhalb einer Woche über 230.000. Eine Demonstration vor der türkischen Botschaft in Berlin, bei der das Schmähgedicht Böhmermanns öffentlich rezitiert werden sollte, wurde vom Verwaltungsgericht Berlin unter anderem mit der Begründung verboten, dass Böhmermanns Satire sich durch eine „distanzierende Einbettung in einen quasi-edukatorischen Gesamtkontext“ auszeichne, „um so die Grenzen der Meinungsfreiheit zu verdeutlichen“. Im Gegensatz dazu erfülle jedoch „die isolierte Zitierung des Gedichts die Voraussetzungen einer beleidigenden Schmähkritik.“ In diesem Fall gehe der „Persönlichkeitsschutz der Meinungsfreiheit“ vor. Infolgedessen wurde der Vorsitzende der Piratenpartei Berlin Bruno Kramm festgenommen.

#### Kritik an Böhmermann

##### Deutscher Bundestag
Am 12. Mai 2016 trug der Bundestagsabgeordnete Detlef Seif (CDU) das vollständige Gedicht (losgelöst vom Gesamtkontext) dem Plenum des Deutschen Bundestages, während dessen Beratung über Gesetzesentwürfe der Fraktionen der Grünen und der Linken zur Streichung des § 103 StGB bzw. Neuordnung der Beleidigungsdelikte, vor und sagte im Anschluss: „Da brauche ich nicht länger nachzudenken. Da werden Ressentiments bedient“.
Der Vortrag Seifs sorgte seinerseits für Kritik. Renate Künast sagte, sie sei „sehr peinlich berührt für dieses Haus, dass Sie den Text verlesen haben“. Böhmermann kommentierte auf Twitter: „Ich weiß nicht, was ich als Wähler schlimmer finde: wenn ein MdB Crystal Meth nimmt oder das Schandgedicht öffentlich im Parlament vorträgt!“; „Detlef Seif hat das Schmähgedicht aus dem Kontext gehoben und im Deutschen Bundestag vorgetragen. Beschämend, würde- und geschmacklos!“; „Ich beantrage hiermit die Aufhebung der Immunität des CDU-Abgeordneten Detlef Seif wegen Verstoßes gg. § 103 StGB.“
Aufgrund der für Mitglieder des Bundestages geltenden Indemnität ist eine Strafverfolgung Seifs, außer wegen Verleumdung, auch nach Ablauf seines Mandats, nicht möglich.

##### Politiker, Komiker, Journalisten
Jürgen Todenhöfer erklärte in einem offenen Brief, der auch das Gedicht im Wortlaut vollständig wiedergab, dass es eine „Beleidigung um der Beleidigung Willen“ sei und es sich um „versteckten Rassismus“ handele. Auch der Komiker Uwe Steimle sprach sich gegen Böhmermanns Gedicht aus.
In der Frankfurter Allgemeinen Sonntagszeitung schrieb Friederike Haupt, es gebe einen Trend bei zahlreichen überwiegend jungen Menschen, ihre politischen Informationen einzig aus satirischen Sendungen zu beziehen. Es sei offensichtlich, dass Satire nicht alles dürfe, viele allerdings nicht hinreichend differenzierten, um Grenzen erkennen zu können. Indem Erdoğan als Sodomist verunglimpft werde, sage der „Satiriker“, der sich auf der guten Seite wähne und glaube, die angeblich Bösen beschimpfen zu dürfen, letztlich mehr über sich als über die jeweils Kritisierten. Dies sei pubertär und habe mit Humor oder gar Politik nichts zu tun.
Der Medienwissenschaftler Bernd Gäbler bewertete die Verse als „furchtbar schlecht“. Es handele sich um eine verunglückte Glosse, deren aufklärerischer Wert zu bezweifeln sei und die wegen ihrer Niveaulosigkeit nicht hätte gesendet werden dürfen. Böhmermann habe mit den Versen den eigentlichen Sinn einer Satire verfehlt und dem türkischen Präsidenten letztlich in die Hände gespielt, da dieser nun gerichtlich gegen die Dummheiten vorgehen könne. Indem Böhmermann lediglich mit rassistischen Stereotypen und Perversionen gespielt habe, sei Erdoğan persönlich nicht kenntlich gemacht und die eigentlichen Opfer seiner Politik vernachlässigt worden.
Der Fernsehjournalist Hakan Tanriverdi bewertete das Gedicht auf jetzt.de als rassistisch: „Das Problem ist, dass dieses Gedicht rassistisch ist. Auf mich wirkt es so, als ob die Redaktion eine Kiste voller Klischees über Kanaken aufgestellt hätte, dann durfte jeder Mitarbeiter ein Vorurteil ziehen und das wurde als Reim verarbeitet. Mit einem Großteil der Beschimpfungen, die Erdoğan treffen sollen, werden Türken seit Jahrzehnten beleidigt. Und, seien wir ehrlich, ‚Türke‘ ist ein Codewort für Muslime und ja, wenn ihr mir nicht glaubt, dann lest einfach mal nach, mit welchen Argumenten über den EU-Beitritt der Türkei diskutiert wird. Oder, noch besser: Lest das Gedicht. Der türkische Mann riecht nach Döner. Ein Schweinefurz riecht schöner. Warum ein Schweinefurz? Weil das Tier im Islam als unrein gilt. Es ist also die Beleidigung des Mannes über dessen Religion. Sogar das Tier, das er zu Hassen [sic] verdammt ist, riecht in dem Augenblick noch besser, wenn es bestialisch stinkt.“

### Türkei

#### Unterstützung für Erdoğan
Am 2. April 2016 kam es vor dem Auslandsstudio des ZDF in Istanbul zu einer Demonstration von etwa 20–30 Personen gegen das Gedicht, bei der auch Eier auf die Gebäudefassade flogen und eine Entschuldigung des ZDF auf teils deutschsprachigen Schildern gefordert wurde. Die türkische regierungsnahe Zeitung Sabah titelte Wann geht Böhmermann?! und berichtete von Forderungen nach der Absetzung des Neo Magazin Royale.
In der Sendung Yaz Boz des türkischen Fernsehsenders A Haber, ausgestrahlt am 9. April, suchte ein Reporter das ZDF-Studio in Mainz auf; die Berichterstattung erfolgte dramatisiert und unsachlich.
Laut einem Bericht auf dem Internetportal der Süddeutschen Zeitung bezeichneten Sabah und ein Kommentator der Boulevardzeitung Star das Gedicht als „Pornofantasie“.

#### Unterstützung für Böhmermann
Der türkische Illustrator und Karikaturist M.K. Perker findet die Affäre und die Reaktion darauf sehr lustig. Für ihn sei der Fall nichts Ungewöhnliches, da er strafrechtliche Verfolgung in der Türkei für die Beleidigung des Staatspräsidenten gewohnt sei. Tuncay Akgün, Chefredakteur des wöchentlichen Satiremagazins LeMan, findet die Affäre auf der einen Seite schockierend, auf der anderen Seite sei auch er an die Repressalien in der Türkei gewöhnt. Beide sind sich einig, dass im Falle einer Verurteilung Jan Böhmermanns ein Signal für die Grenzen der Demokratie gesendet werde.
Einer dpa-Meldung zufolge spielt der Fall in der öffentlichen Diskussion nur eine untergeordnete Rolle, was auch daran liegen könne, „dass der beleidigende Inhalt des Schmähgedichts auch in der Türkei nicht wiedergegeben“ werde.
Die als regierungskritisch geltende Zeitung Cumhuriyet habe Merkels Entscheidungsdilemma bezüglich der Ermächtigung zur Strafverfolgung thematisiert.
Auffallend sei, dass deutsche Medien diese „Erniedrigung“ mit der Pressefreiheit verteidigen würden.

### International

#### Österreich
Florian Klenk, Chefredakteur des Wiener Falter, kommentierte am 13. April 2016: „Man kann dem türkischen Präsidenten Recep Erdoğan gar nicht dankbar genug sein für seinen Strafantrag gegen den ZDF-Satiriker Jan Böhmermann. Seit Monaten bombardiert der türkische Sultan die Kurden, heizt Minderheitenkonflikte an und unterdrückt Dissidenz und Medien in seinem Land. […] All das war der europäischen Öffentlichkeit eher egal. […] Nun aber richtet sich der Blick voll und ganz auf Erdoğan und seinen von Böhmermann verlachten ‚kleinen Schwanz‘. Nein, Böhmermann, der Verwirrungskünstler, hat ihn gar nicht verlacht, im Gegenteil, er wollte nur vortragen, welche Satire in deutschen Medien eben gerade nicht gestattet sei. […] Erdoğans Strafantrag ist ein Geschenk des Himmels. Denn erstens muss der Herrscher nun hinabsteigen in den weltlichen Gerichtssaal, um mit dem Hofnarren über die Größe seiner Eier zu prozessieren. Zweitens wird die Justiz – in Kenntnis der europäischen Verfassung – Böhmermann glatt freisprechen müssen.“

#### Schweiz
Der Schweizer Kabarettist und Moderator Viktor Giacobbo bezeichnete das Gedicht als „gewollt plump“, womit offensichtlich sei, dass es nicht um den Inhalt gehe. Es sei nach Erdowie, Erdowo, Erdogan perfekt gelungen, dem Autokraten eins auszuwischen. Giacobbo bemerkte jedoch, er verstehe die Absage der nachfolgenden Sendungen nicht; er persönlich hätte an dieser Stelle Erdoğan einfach „auf den Knien eine grosse Liebeserklärung vorgelesen“ und ihn als wunderbaren Staatsmann und großen Demokraten gelobt.

#### Griechenland
Der frühere griechische Finanzminister Yanis Varoufakis, der 2015 selbst zweimal Ziel von Böhmermanns Satire wurde, verbreitete über Twitter: „Nachdem Europa seine Seele verloren hat [gemeint ist EU-Türkei-Abkommen vom 18. März 2016], verliert es nun seinen Humor. Hände weg von Jan Böhmermann“. In einem Interview mit dem Sender RTL Nord erklärte er weiterhin, dass „Satiriker, Comedians, Musiker und Künstler […] komplett in Ruhe gelassen werden [müssten]“ und es außerdem „keine politische Einmischung, kein Zwang durch diktatorische Kräfte im Ausland oder Inland“ geben dürfe.

#### USA
Der britisch-amerikanische Satiriker John Oliver berichtete in seiner US-Late-Night-Show Last Week Tonight von der Causa Böhmermann, kritisierte Erdoğan („he wants to lock someone up over a poem!“) und den § 103 („a nineteenth century German law!“). Erdoğan fordere geradezu heraus, dass man sich über ihn lustig macht. Oliver sagte an Erdoğan gerichtet: „Wenn du so ängstlich darauf bedacht bist, nicht verspottet zu werden, versuch doch mal, die Redefreiheit weder in deinem Land noch in anderen zu unterdrücken und dich generell so zu verhalten, dass nicht jeder sehen will, dass man dir in die Eier tritt!“
Das Editorial Board der Washington Post schrieb in einem Leitartikel vom 13. April 2016: „Der ganze Fall sollte nichts als schallendes Gelächter über den Größenwahn Erdogans (des türkischen Präsidenten) auslösen. Es ist alarmierend, dass Merkel zumindest vorgibt, das Ganze ernst zu nehmen.“ Der wahre Grund für Merkels Äußerungen sei Erdoğans wichtige Rolle in der europäischen Flüchtlingsfrage. Merkel habe vermutlich eine diplomatische Krise verhindern wollen. Das sei aber womöglich verhängnisvoll, stehe doch die Redefreiheit in Deutschland auf dem Spiel. „Merkels Geschwafel ist dazu angetan, Erdogan und andere Regime – China kommt uns in den Sinn – zu ermutigen, welche kritische Äußerungen sowohl innerhalb als auch außerhalb ihrer Grenzen unterdrücken wollen“. Merkels einzige Antwort auf Erdoğan solle darin bestehen, was ihr Sprecher bereits am Montag gesagt habe: „Als Eckstein der Verfassung ist die freie Meinungsäußerung unverhandelbar.“

#### Slowakei
Die slowakische Pravda schrieb: „Bundeskanzlerin Merkel ist in eine Zwickmühle geraten: Gibt sie Erdogan recht, verliert sie Punkte beim heimischen Publikum und wird der Einschränkung der Meinungsfreiheit beschuldigt. Lehnt sie Erdogans Forderung nach einer Strafverfolgung ab, verärgert sie einen wichtigen Verbündeten bei der Lösung der Flüchtlingskrise. Die an Erdogan gerichteten Formulierungen sind jenseits des guten Geschmacks. Aber wenn wir uns an den damaligen Fall Flynt gegen das amerikanische Volk erinnern, dann wissen wir, dass die Freiheit des Wortes mehr zählt als ein einzelner beleidigter Autokrat.“

#### Dänemark
Die dänische Jyllands-Posten urteilte: „Anstatt die freie Presse und ihre Satiriker frei wirken zu lassen, hat Angela Merkel sich bei Erdogan entschuldigt, aber wie der traurige Verlauf der Sache gezeigt hat, will er mehr. Eine Entschuldigung war nicht genug. Jetzt will Erdogan auch das Recht auf seiner Seite haben und hat die einleitenden juristischen Schritte getätigt. Merkels Entschuldigung wird als Kniefall vor Erdogan aufgefasst. Die ganze Affäre ist eine triste Illustration dessen, was passiert, wenn man sich Druck beugt. Man bekommt mehr Druck, nicht weniger.“

#### Niederlande
Der niederländische De Telegraaf stellte die Frage: „Wie weit reicht Erdogans Macht? Wenn es nach ihm geht, sehr weit. Er fordert Strafverfolgung für den Komiker Böhmermann, der ihn verspottet hat. Die ganze Sache ist dermaßen aus dem Ruder gelaufen, dass Bundeskanzlerin Merkel nun ein Problem hat […] Indem sie die Satire Böhmermanns als „verletzend“ bezeichnete, hat sie für böses Blut gesorgt. Subtil sind die Tiraden des Komikers wirklich nicht, und auch großzügige Geister werden sie nicht sonderlich lustig finden. Aber es geht darum, dass in einer offenen, demokratischen Gesellschaft derartige Äußerungen möglich sind. Merkel muss Rückgrat zeigen. Erdogan kann nicht bestimmen, wie weit Humor in Deutschland gehen darf. Einmal mehr hat der Präsident gezeigt, dass die heutige Türkei nicht in die EU gehört.“
Die niederländische Tageszeitung Zaman Vandaag der Gülen-Bewegung berichtete von einer E-Mail, in der das türkische Konsulat in Rotterdam Türken im Land auffordert, „herabwürdigende, hochnäsige, hasserfüllte und beleidigende Äußerungen über unseren verehrten Präsidenten, die Türkei oder die türkische Gemeinschaft“ umgehend zu melden. Politiker aller Parteien in den Niederlanden reagierten verstimmt. Ähnlich dem deutschen Recht kennt auch das niederländische Recht den Tatbestand Majestätsbeleidigung, Verunglimpfung eines Staatsoberhauptes oder Beleidigung eines ausländischen Staatsoberhaupts.
Am 24. April 2016 bestätigte das Haager Außenministerium die Verhaftung der niederländischen Journalistin Ebru Umar, die türkischer Abstammung ist, in der Türkei. Sie hatte für die niederländische Zeitung „Metro“ eine kritische Kolumne über Erdoğan und die Denunzierungsaufforderung verfasst und Auszüge daraus im Kurzbotschaftendienst Twitter verbreitet. In Amsterdam wurde unterdessen „mit viel Gewalt“ in ihre Wohnung eingebrochen und ihr Computer gestohlen. Umar kam am 25. April, nachdem sich auch die niederländische Regierung eingeschaltet hatte, wieder frei. Sie dürfe aber die Türkei nicht verlassen und wann der „Landesarrest“, aufgehoben werde, wurde ihr nicht mitgeteilt. Im niederländischen Radio sprach Umar von „reiner Einschüchterung und Provokation“. Viele der rund 380.000 in den Niederlanden lebenden Türken bejubelten die Verhaftung Umars ganz ungeniert. Dilan Yeşilgöz, rechtsliberales Gemeinderatsmitglied in Amsterdam und selbst eine türkische Immigrantin dagegen sagte: „Sie alle unterstützen einen Mann, der unsere Freiheiten nicht anerkennt – eine sorgenvolle Entwicklung“. Der niederländische Botschafter in Ankara legte im Außenministerium Protest ein und verlangte Aufklärung. Der Ministerpräsident Mark Rutte, der in einer Koalition aus Rechtsliberalen und Sozialdemokraten regierte, gab bekannt, auch ähnlich wie in Deutschland, die Böhmermann-Affäre zum Anlass zu nehmen den entsprechenden Paragrafen abzuschaffen.
Nach der umstrittenen Festnahme Umars karikierte De Telegraaf Erdoğan auf der Titelseite als langarmigen Gorilla auf einem Affenfelsen, der die Meinungsfreiheit in Europa zu unterdrücken versucht. Titel der Karikatur war: „Der lange Arm von Erdogan“.
Seit der Böhmermann-Affäre fand der Hashtag und das Wort „Geitenneuker“ (ndl. für „Ziegenficker“) weite Verbreitung, vor allem in Künstlerkreisen, die auf diese Weise ihre Solidarität mit Böhmermann ausdrückten. Ein regelrechter Wettbewerb fand statt, wer den türkischen Präsidenten Erdoğan am schlimmsten beleidigen kann. Der Kabarettist Hans Teeuwen sagte in Solidarität mit Böhmermann in einem Interview in der Nachrichtensendung RTL Nieuws unter anderem, er kenne Erdoğan noch aus dessen Vergangenheit als „Strichjunge in Istanbul“, außerdem würde er immer noch auf einen „Blowjob“ von Erdoğan warten. Die Tageszeitung De Telegraaf zitierte den Rotterdamer Rechtsanwalt Ejder Köse: „Diese Aussagen machte er nicht auf der Bühne, sondern in einer seriösen Nachrichtensendung im Fernsehen. Das ist also kein Kabarett, sondern ein politisches Statement“. Der türkischstämmige Anwalt Ejder Köse hilft türkisch-niederländischen Bürgern, die eine Strafverfolgung von Komikern fordern.

#### Großbritannien
Aus Solidarität zu Jan Böhmermann rief The Spectator, die älteste existierende Zeitschrift in englischer Sprache, vom 18. April bis 23. Mai 2016 zum literarischen Wettstreit „The President Erdogan Offensive Poetry Competition“ auf und zu noch mehr Schmähkritik. Es lobte für das beleidigendste Gedicht über den türkischen Präsidenten Erdoğan einen Preis in Höhe von tausend Pfund (1.300 Euro) aus. Der Chefredakteur, Douglas Murray schrieb bereits kurz nach den ersten juristischen Attacken auf Böhmermann: „Nun, ich bin ein frei geborener britischer Mann und wir leben nicht unter den Blasphemiegesetzen solcher Despoten. Um diese Tatsache zu ehren, habe ich das Wochenende damit verbracht, unanständige Limericks über Herrn Erdogan zu schreiben. Und ich möchte hier alle Leser einladen, es mir gleich zu tun in einem großen Erdogan-Limerick-Wettbewerb.“ Ziel des Wettbewerbs sei es, so „schmutzig und beleidigend wie möglich“ zu sein. Gedichte mit politischem Inhalt könnten zwar auch in die Wertung genommen werden, doch Werke, in denen es beispielsweise um Ziegen – eine Anspielung auf Böhmermanns Gedicht – gehe, würden vermutlich eine bessere Bewertung erzielen, hieß es in der Ausschreibung. Formale Grenzen wurden nicht gesetzt, auch jambische Fünfheber oder heroische Zweizeiler waren gestattet. Auch ein Werk in homerischen Hymnen, zum Beispiel über die Kleinheit von Erdoğans Männlichkeit, könnte (wenn angemessen widerwärtig) einige Chancen haben, zu gewinnen – empfohlen waren Limericks, da „fast alles Beleidigende, das es wert ist, gesagt zu werden, üblicherweise in die fünf Zeilen dieser schönen und filigranen Form passt“. Nur einige Tage nach der Ankündigung schrieb Murray von tausenden Einsendungen aus aller Welt, auch auf Arabisch.
Den Wettbewerb gewann der spätere britische Premierminister Boris Johnson mit einem Limerick über den Akt mit einer Ziege. Er hat selbst prominente türkische Vorfahren: Sein Urgroßvater Ali Kemal war der letzte Innenminister des Osmanischen Reiches.
Dabei griff Johnson direkt jene sexuelle Anspielungen auf, die vom Hamburger Landgericht beanstandet und zum vorläufigen Verbot des Erdoğan-Gedicht Böhmermanns geführt hatten. In seinem Blog-Portal Lyrikzeitung & Poetry News bezeichnete Michael Gratz den Limerick als „regelkonform“. Johnson, der die Ermittlungen gegen Böhmermann als „Skandal“ bezeichnete, sagte gegenüber dem Schweizer Magazin Weltwoche, wenn jemand einen Witz über die Liebe machen möchte, die zwischen dem türkischen Präsidenten und einer Ziege erblühe, so solle er dies in jedem europäischen Land tun dürfen, „und auch in der Türkei“.
In der Begründung für den ersten Platz schrieb die Jury des Wochenblattes, Johnsons Gedicht sei „nicht ganz perfekt“, es sei aber „eine wundervolle Sache, dass ein britischer Politiker gezeigt hat, dass sich Großbritannien nicht vor dem Kalifen Erdogan verbeugt.“